# Ptilonomia laevisoma
Ptilonomia laevisoma är en biart som först beskrevs av Hirashima 1966.  Ptilonomia laevisoma ingår i släktet Ptilonomia och familjen vägbin. Inga underarter finns listade i Catalogue of Life.